# غاري مار
غاري مار هو سياسي كندي، ولد في 26 يوليو 1962 في كالغاري في كندا. نشط حزبياً في الرابطة التقدمية المحافظة في ألبرتا ‏. وقد انتخب عضو الجمعية التشريعية ألبرتا.